# Вулиця Канадська (Тернопіль)
Вулиця Канадська — вулиця в 10-му мікрорайоні міста Тернополя.

## Відомості
Розпочинається від вулиці Іллі Рєпіна, пролягає на північ та закінчується неподалік будинку №11 вулиці Євгена Коновальця. На вулиці розташовані приватні будинки.